# Malo Ropotovo
Malo Ropotovo (en serbocroata: Malo Ropotovo / Мало Ропотово) o Ropotovë e Vogël (en albanés: Ropotovë e Vogël) es un pueblo en el municipio de Ranilug del distrito de Gnjilane de Kosovo. Malo Ropotovo es uno de los enclaves serbios en Kosovo. 

## Demografía
La evolución demográfica de Malo Ropotovo entre 1948 y 2011 fue la siguiente:
| 214                                                 | 221 | 254 | 254 | 218 | 233 | 156 |
| (Fuente: Population of Kosovo since Yugoslav times) |     |     |     |     |     |     |

Según el censo de 2011 (boicoteado parcialmente por los serbios), los serbios representaban el 78,21% de la población (122 personas); y los albaneses, el 21,79% (34 personas).